# Simão Dias
Simão Dias é um município brasileiro no estado de Sergipe, Região Nordeste do país. Localiza-se no Centro-Sul do Estado  e a sua população estimada em 2022 era de 42 578 habitantes.

## História
Em 15 de março de 1850 o território que pertencia a atual Simão Dias foi elevada por lei a Vila, denominada "Senhora Santa Ana de Simão Dias", Simão Dias (de 1912 a 1944: Anápolis) recebeu status de município pelo decreto nº 51 de 12 de junho de 1890. Após se tornar uma cidade, Simão Dias teve como primeiro prefeito, escolhido por meio de uma votação, o coronel e advogado Rafael Arcanjo Montalvão. Um marco histórico da sua fundação foi o Vaqueiro Simão Dias, que chegou com seu rebanho nessa terra que era ocupada por índios.

## Geografia
A região localiza-se no Polígono das Secas, com temperatura média anual de 24,1 graus Celsius, mas no inverno a temperatura pode variar entre 9 graus Celsius e 18 graus Celsius. Um fato interessante é que Simão Dias é a cidade mais fria de Sergipe. A precipitação de chuvas média ao ano é de 880 milímetros, mais predominante de março a agosto (outono-inverno). O relevo municipal é representado por pediplanos com ocasionais formas tabulares e cristas, a cidade possui muitas grutas e cavernas. A vegetação do município compreende capoeira, caatinga, campos limpos e Campos Sujos e vestígios de Mata. O município está inserido nas bacias hidrográficas do rio Vaza-Barris e do rio Piauí, com rios principais além do rio Vaza-Barris, os rios Jacaré e Caiçá.
De acordo com a divisão regional vigente desde 2017, instituída pelo IBGE, o município pertence às Regiões Geográficas Intermediária de Itabaiana e Imediata de Lagarto. Até então, com a vigência das divisões em microrregiões e mesorregiões, fazia parte da microrregião de Tobias Barreto, que por sua vez estava incluída na mesorregião do Agreste Sergipano.

## Bairros
- Centro

## Locais
- Arial
- Augusto Franco
- Bastita Rocha
- Belita Valadares
- Bonfim
- Bonfim de Baixo
- Caçula Valadares
- Centenário
- Carvalho Sobrinho
- Ilhota
- José Neves da Costa
- José Fraga Matos
- Jonas Antonio
- Manoel Ferreira
- Pedro Valadares
- Residencial Carregosa
- Residencial Eucalipto
- Residencial das Palmeiras
- Residencial Senhora Santana (Em construção)
- Residencial Santo Antônio (Em construção)
- Rivalda Silva Matos
- São João
- Simão Dias Mais Feliz
- Vicente de Paula

## Comunicação
Emissoras de televisão em Simão Dias
- Canal 12 VHF - TV Sergipe - (Rede Globo) - Aracaju, SE
- Canal 05 VHF - TV Atalaia ( Record TV) - Aracaju, SE
- Canal 07 VHF - TV Aperipê (TV Cultura ) - Aracaju, SE

Emissoras de rádio em Simão Dias
- Simão Dias FM 87,9 - Simão Dias /SE
- Jovem Pan FM 88,7 - Aracaju /SE
- Rádio Patrocínio FM 103,5 - Paripiranga /BA
- Tropical FM 104,3 - Simão Dias /SE
- Rádio Juventude FM 104,9 - Lagarto /SE
- Rádio Cidade AM 1.480 - Simão Dias /SE
- Xodó FM Simão Dias 99,5 - Simão Dias /SE

## Estrutura urbana

### Saúde
A cidade conta atualmente com a Unidade de pronto atendimento (UPA) 24h que atende parte da população simãodiense. A cidade também possui diversas Clínicas Particulares e diversas Clínicas da Saúde da Família, também estão sendo construídas 16 UBS's (Unidade Básica de Saúde) na cidade e no interior, e futuras instalações do Centro de Reabilitação e Qualidade de Vida (CRQV) da Universidade Federal de Sergipe (UFS).

### Acesso
- Rodovias estaduais

1. SE-270 - Liga a cidade em direção a BR-101 no sentido leste, em direção à fronteira dos estados de Sergipe e Bahia no sentido oeste.
2. SE-179 - Liga a cidade ao município de Pinhão (Sergipe) e a BR-235 no sentido norte.
3. SE-316 - Liga a cidade ao município de Poço Verde no sentido sudoeste.

#### Rodoviária
Simão Dias possui um terminal rodoviário. Esta localizado as margens da Rodovia Lourival Batista SE-270, na entrada da cidade. Inaugurada em 1986 já foi referência na região e por anos esteve abandonada, sendo reformada em 2017, com um investimento total de R$ 763.198,83, recursos esses oriundos do Programa Sergipe Cidades (recurso do BNDES). O terminal estende-se por uma área total de 1.318,81 m². Recebe ônibus de viações estaduais e regionais. Pode-se ir e vir de muitas cidades do Estado de Sergipe, além de diversas outras cidades da região nordeste por meio de conexões com a Rota Transportes, a Gontijo e a Coopertalse.

## Economia
A região tem como principais fontes de receitas a agricultura (mandioca, milho, feijão, laranja e o maracujá), a pecuária (bovinos, ovinos, suínos e equinos), a avicultura (galináceos, estrutiocultura) e a mineração (lavra de rochas carbonáticas, para transformação em cal e brita) implementados pela fabrica, "Cal Trevo Industrial LTDA", localizada no Povoado, Apertado de Pedras na região nordeste do município. O setor industrial está em expansão, com a criação do Distrito Industrial (ainda em obras) com quatro empreendimentos já confirmados no complexo: dois do setor de móveis, um ligado a renovação de pneus (recauchutagem) e outro voltado para a manipulação de metais; além da ampliação da fábrica de calçados já existente, a Dakota. Dispõe também de 5 agências bancárias, dos seguintes bancos: Banco do Brasil, Caixa Econômica Federal, Banco do Nordeste, Banese, Bradesco.

## Atrações
O município destaca-se também no turismo, com o ponto turístico da Serra do Cruzeiro, um local aconchegante para um bom passeio de domingo. Lá é possível visitar a imagem dá, Senhora de Santa'Ana, a padroeira do município. A imagem, que mede, aproximadamente, 10 metros de altura, é a maior representação da santa na região. O ponto turístico está em uma altitude de 424 m, de onde se tem a vista panorâmica da cidade e ainda apresenta beleza e valor histórico. Também chama atenção a praça Barão de Santa Rosa, localizada no centro da cidade. Outro atrativo é a existência de cavernas, como a Toca da Raposa, a maior caverna do estado, e também abismos, como a Furna do Dorinha, de 50 metros de profundidade.
O Abismo de Simão Dias, conhecido por Furna do Dorinha, possui 50 metros de profundidade até a superfície de um lago situado em seu interior, o qual possui profundidade máxima explorada de 26 metros. O historiador Carvalho Neto relatou a primeira exploração feita por um padre, em um artigo na Revista do Instituto Histórico e Geográfico de Sergipe. Segue um trecho do relato: Em expedição realizada pelo Grupo Espeleológico de Sergipe (ONG Centro da Terra), constatou-se o potencial arqueológico da localidade, entretanto, objetos arremessados no abismo, como pneus, canos de PVC e até tanque de moto, dificultaram os trabalhos de pesquisa.

## Educação
Instituições públicas e privadas de ensino superior
- Universidade Federal de Sergipe (UFS) - Centro de Reabilitação e Qualidade de Vida (CRQV). (Em construção)

Instituições públicas e privadas de ensino médio
- Colégio "Eduardo Marques" (CEM)
- Colégio "Pierre Freitas" (CPF)
- Colégio Estadual Senador Lourival Baptista (CLB) - É um colégio de ensino médio localizada no Povoado Triunfo.

- Centro de Excelência  Dr. Milton Dortas (CEDMD) É o principal Colégio público de ensino médio de Simão Dias, e também é o maior colégio da cidade tanto como tamanho e em números de alunos em 2013 o colégio tinha 1.500 alunos matriculados. O colégio ficou em 8º lugar na colocação nacional das escolas públicas que se destacaram no Exame Nacional do Ensino Médio (ENEM). Também foi considerada a 4° melhor escola pública do Brasil.

## Filhos ilustres
- Marcelo Déda -  advogado, ex-deputado, ex-prefeito de Aracaju, e ex- governador.
- Pedro Valadares - agricultor e ex-deputado
- Antônio Carlos Valadares - químico industrial, ex-governador e senador.
- Sebastião Celso de Carvalho - advogado, fazendeiro, ex-governador e ex-Deputado Federal.
- Rogério Santana Alves - ex-goleiro da Seleção Brasileira de Futsal
- Belivaldo Chagas Silva - ex-deputado e Governador de Sergipe.
- Paulinha Abelha - foi uma cantora brasileira de forró eletrônico, que integrou os vocais da banda Calcinha Preta.